# 好望角沙群海葵
好望角沙群海葵（学名：Palythoa capensis）为鞘群海葵科沙群海葵属的动物。分布于澳大利亚、南非、越南以及南海西沙群岛、南沙群岛等。
其种加词“capensis”意为“南非开普省的/好望角的”。